# تاپان (نیویورک)
تاپان (به انگلیسی: Tappan) یک منطقهٔ مسکونی در ایالات متحده آمریکا است که در Orangetown واقع شده‌است. تاپان ۷٫۲ کیلومتر مربع مساحت و ۶٬۶۱۳ نفر جمعیت دارد و ۱۴ متر بالاتر از سطح دریا واقع شده‌است.